# Without You (bài hát của Badfinger)
"Without You" là một bài hát được đồng viết lời bởi Pete Ham và Tom Evans của ban nhạc rock người xứ Wales Badfinger, và phát hành lần đầu tiên trong album phòng thu thứ ba của họ No Dice (1970). Kể từ khi phát hành, nó đã được hát lại bởi rất nhiều nghệ sĩ, trong đó những phiên bản được phát hành dưới dạng đĩa đơn của Harry Nilsson (1971) và Mariah Carey (1994) đã trở thành những bản hit toàn cầu với việc đứng đầu các bảng xếp hạng ở nhiều quốc gia. Paul McCartney từng nhận định bài hát như là "một bản nhạc sát nhân của mọi thời đại".
Năm 1972, Ham và Evans đã nhận được giải Ivor Novello của Viện hàn lâm Anh cho Bài hát Xuất sắc nhất về Nhạc và Lời.

## Phiên bản của Mariah Carey
Năm 1993, nghệ sĩ thu âm người Mỹ Mariah Carey đã thu âm lại "Without You" cho album phòng thu thứ ba của cô, Music Box. Bài hát sau đó đã được phát hành như là đĩa đơn thứ ba trích từ album vào ngày 24 tháng 1 năm 1994 bởi Columbia Records. Tại Hoa Kỳ, nó được quảng bá như là một đĩa đơn mặt A đôi với "Never Forget You". Phiên bản hát lại của Carey được đồng sản xuất bởi nữ ca sĩ với Walter Afanasieff, cộng tác viên quen thuộc xuyên suốt sự nghiệp của cô. Mặc dù đã lắng nghe phiên bản của Nilsson khi còn là một cô gái trẻ, quyết định thực hiện lại "Without You" được đưa ra sau khi Carey có cơ hội nghe lại bản phát hành của ông trong quá trình thu âm Music Box, theo đó cô thổ lộ: "Tôi đã nghe bài hát trong một nhà hàng và khẳng định rằng đó chắc chắn sẽ là một bản hit quốc tế lớn". Ngoài ra, ngày phát hành chính thức của đĩa đơn cũng trùng hợp với khoảng thời gian hơn một tuần sau khi Nilsson qua đời bởi một cơn đau tim vào ngày 15 tháng 1 năm 1994.
Bản hát lại của Carey được nhìn nhận là dựa trên màn thể hiện trong phiên bản của Nilsson hơn bản gốc của Badfinger, và phong cách hát của cô trong bài hát cũng đã được áp dụng lại nhiều lần và rất phổ biến trong những chương trình tìm kiếm tài năng âm nhạc. Sau khi phát hành, phiên bản của nữ ca sĩ đã nhận được những phản ứng tích cực từ các nhà phê bình âm nhạc, trong đó họ đánh giá cao giai điệu mượt mà, chất giọng nội lực và xử lý giọng hát hiệu quả của cô, cũng như quá trình sản xuất nó. Bài hát cũng tiếp nhận những thành công ngoài sức tưởng tượng về mặt thương mại và là một trong những tác phẩm thành công nhất của Carey trên thị trường quốc tế, đứng đầu bảng xếp hạng ở Áo, Bỉ, Đức, Ireland, Hà Lan, New Zealand, Thụy Điển, Thụy Sĩ và Vương quốc Anh, đồng thời lọt vào top 10 ở tất cả những quốc gia nó xuất hiện, bao gồm vươn đến top 5 ở những thị trường lớn trên toàn cầu như Úc, Canada, Đan Mạch, Pháp và Na Uy.
Tại Hoa Kỳ, bản hát lại "Without You" của Carey đạt vị trí thứ ba trên bảng xếp hạng Billboard Hot 100 trong sáu tuần, trở thành đĩa đơn thứ 11 trong sự nghiệp của Carey vươn đến top 5 tại đây. Một video ghi lại màn trình diễn của nữ ca sĩ trong chương trình đặc biệt Here Is Mariah Carey, do Lawrence Jordan làm đạo diễn và ghi hình tại Nhà hát Proctor ở Schenectady, New York vào 16 tháng 6 năm 1993, đã được phát hành để quảng bá bài hát. Ngoài ra, Carey cũng trình diễn nó trên nhiều chương trình truyền hình và lễ trao giải lớn, bao gồm Des O'Connor Tonight và Top of the Pops, cũng như trong một số chuyến lưu diễn của Carey. Kể từ khi phát hành, "Without You" đã xuất hiện trong nhiều album tuyển tập của Carey, bao gồm những ấn phẩm phát hành bên ngoài thị trường Hoa Kỳ của #1's (1998) và #1 to Infinity (2015), cũng như Greatest Hits (2001) và The Ballads (2009). Tính đến nay, nó đã bán được hơn 7 triệu bản trên toàn cầu, trở thành một trong những đĩa đơn bán chạy nhất mọi thời đại.

### Danh sách bài hát
Đĩa CD trên toàn cầu
1. "Without You" – 3:38
2. "Never Forget You" – 3:45

Đĩa CD maxi tại châu Âu
1. "Without You" – 3:38
2. "Never Forget You" – 3:45
3. "Dreamlover" (trực tiếp từ Here Is Mariah Carey) – 4:09

EP tại Anh quốc
1. "Without You" – 3:38
2. "Vision of Love" – 3:28
3. "I'll Be There" (hợp tác với Trey Lorenz) – 4:28
4. "Love Takes Time" – 3:48

### Xếp hạng
| Bảng xếp hạng (1994)                     | Vị trí cao nhất |
| ---------------------------------------- | --------------- |
| Úc (ARIA)                                | 3               |
| Áo (Ö3 Austria Top 40)                   | 1               |
| Bỉ (Ultratop 50 Flanders)                | 1               |
| Canada (RPM)                             | 4               |
| Canada Adult Contemporary (RPM)          | 3               |
| Đan Mạch (Tracklisten)                   | 2               |
| Châu Âu (European Hot 100 Singles)       | 1               |
| Pháp (SNEP)                              | 2               |
| Đức (Official German Charts)             | 1               |
| Ireland (IRMA)                           | 1               |
| Hà Lan (Dutch Top 40)                    | 1               |
| Hà Lan (Single Top 100)                  | 1               |
| New Zealand (Recorded Music NZ)          | 1               |
| Na Uy (VG-lista)                         | 3               |
| Scotland (OCC)                           | 1               |
| Thụy Điển (Sverigetopplistan)            | 1               |
| Thụy Sĩ (Schweizer Hitparade)            | 1               |
| Anh Quốc (OCC)                           | 1               |
| Hoa Kỳ Billboard Hot 100                 | 3               |
| Hoa Kỳ Adult Contemporary (Billboard)    | 4               |
| Hoa Kỳ Hot R&B/Hip-Hop Songs (Billboard) | 7               |
| Hoa Kỳ Pop Airplay (Billboard)           | 2               |
| Hoa Kỳ Rhythmic (Billboard)              | 9               |

| Bảng xếp hạng (1994)                 | Vị trí |
| ------------------------------------ | ------ |
| Australia (ARIA)                     | 16     |
| Austria (Ö3 Austria Top 40)          | 1      |
| Belgium (Ultratop 50 Flanders)       | 3      |
| Canada (RPM)                         | 27     |
| Canada Adult Contemporary (RPM)      | 31     |
| Denmark (Tracklisten)                | 1      |
| Europe (European Hot 100 Singles)    | 2      |
| France (SNEP)                        | 8      |
| Germany (Official German Charts)     | 1      |
| Japan (Tokyo Hot 100)                | 15     |
| Netherlands (Dutch Top 40)           | 3      |
| Netherlands (Single Top 100)         | 6      |
| New Zealand (Recorded Music NZ)      | 21     |
| Norway Spring Period (VG-lista)      | 6      |
| Norway Winter Period (VG-lista)      | 16     |
| Sweden (Sverigetopplistan)           | 4      |
| Switzerland (Schweizer Hitparade)    | 1      |
| UK Singles (Official Charts Company) | 6      |
| US Billboard Hot 100                 | 16     |
| US Adult Contemporary (Billboard)    | 16     |
| US Hot R&B/Hip-Hop Songs (Billboard) | 61     |

| Bảng xếp hạng (1990–99)        | Vị trí |
| ------------------------------ | ------ |
| Austria (Ö3 Austria Top 40)    | 23     |
| Belgium (Ultratop 50 Flanders) | 4      |
| Netherlands (Dutch Top 40)     | 36     |
| US Billboard Hot 100           | 216    |

#### Chứng nhận
| Quốc gia                                                                           | Chứng nhận | Số đơn vị/doanh số chứng nhận |
| ---------------------------------------------------------------------------------- | ---------- | ----------------------------- |
| Úc (ARIA)                                                                          | Bạch kim   | 70.000^                       |
| Áo (IFPI Áo)                                                                       | Bạch kim   | 50.000*                       |
| Bỉ (BEA)                                                                           | Bạch kim   | 50.000*                       |
| Pháp (SNEP)                                                                        | Vàng       | 250.000*                      |
| Đức (BVMI)                                                                         | Bạch kim   | 500.000^                      |
| Hà Lan (NVPI)                                                                      | Bạch kim   | 75.000^                       |
| New Zealand (RMNZ)                                                                 | Vàng       | 5.000*                        |
| Thụy Sĩ (IFPI)                                                                     | Vàng       | 25.000^                       |
| Anh Quốc (BPI)                                                                     | Vàng       | 548,000                       |
| Hoa Kỳ (RIAA)                                                                      | Vàng       | 600,000                       |
| * Chứng nhận dựa theo doanh số tiêu thụ. ^ Chứng nhận dựa theo doanh số nhập hàng. |            |                               |

## Những phiên bản khác
- 1975: Ruby Winters (đĩa đơn/ #95 R&B)[64]
- 1977: Susie Allanson (album A Little Love) (đĩa đơn năm 1979/ #77 Country); Heart (album Magazine)
- 1980: Melissa Manchester (album For the Working Girl) (đĩa đơn)
- 1983: Herman van Veen (album On Broadway); T. G. Sheppard (album Greatest Hits) (đĩa đơn/ #12 Country)
- 1991: Air Supply (album The Earth Is...) (đĩa đơn/ #48 Adult Contemporary);[65] Grant & Forsyth (album Country Love Songs Vol. 2)